# Perdiguero de Burgos
Der Perdiguero de Burgos (sp. für ‚Hühnerhund von Burgos‘) ist eine von der FCI anerkannte spanische Hunderasse (FCI-Gruppe 7, Sektion 1.1, Standard Nr. 90).

## Herkunft und Geschichtliches
Der Perdiguero de Burgos ist ein seit Jahrhunderten bodenständiger, kaum veränderter Rassetyp in Spanien. Er ist an die örtlichen Gegebenheiten, insbesondere das Wetter, angepasst. Die genaue Herkunft der Rasse ist nicht bekannt, vermutlich entstand sie aus Kreuzungen des Sabueso Español mit dem Pachon Iberico, einer in verschiedenen lokalen Schlägen gezüchteten Rasse, deren bekanntester Vertreter der Pachon Navarro ist. Der Perdiguero de Burgos wurde 1911 vom spanischen Hundeverband, der Real Sociedad Central de Fomento de las Razas Caninas en España (heute Real Sociedad Canina de España), anerkannt, es wurden allerdings bis 1936 lediglich 319 Tiere im Zuchtbuch eingetragen. Bedingt durch den spanischen Bürgerkrieg und den Zweiten Weltkrieg starb die Rasse fast aus, erst ab 1950 wurde wieder mit der Zucht begonnen.

## Beschreibung
Bis 67 cm großer Jagdhund in weiß und leberfarben, unregelmäßig vermischt, was ein marmoriert-leberfarbenes, gräulich-leberfarbenes oder getüpfelt-leberfarbenes Haarkleid ergeben kann, sowie weitere verschiedenartige Kombinationen, je nachdem ob weiß oder die Leberfarbe vorherrscht und die weißen Flecken größer oder kleiner sind. Das Haar ist dicht, von mittlerer Dicke, kurz, glatt, wenig Unterwolle. Die Ohren sind groß, hängend, dreieckig, auf der Höhe der Augen angesetzt.

## Verwendung
Vorstehhund für Niederwild und Federwild